# Oğuzname
Oğuzname es el nombre de varios libros históricos sobre las leyendas de los pueblos túrquicos. Es una palabra compuesta, en la que Oğuz se refiere a Oğuz Kan, el rey legendario de los pueblos túrquicos, y name significa "historia". El número de relatos de este tipo alcanza la treintena, entre los que se encuentran el Libro de Dede Korkut y el Selçukname. 
Uno de los oğuzname más importantes es el Jami al-Tawarij escrito por Rashid-al-Din Hamadani. De acuerdo a Ümit Hassan, las leyendas pueden ser divididas en cinco secciones:
- Oğuz Kan.
- Yabghu del pueblo oghuz.
- Kara Kan y Bugra Kan.
- Shah Malik y los selyúcidas.
- Algunas familias túrquicas.